# Catedrala Uspenski din Helsinki
Catedrala Uspenski (în finlandeză Uspenskin katedraali, în suedeză Uspenskijkatedralen, în rusă Успенский собор) este o catedrală ortodoxă din Helsinki, cu hramul Adormirii Maicii Domnului. Numele provine de la cuvântul rus uspenie, care se referă la Adormire. Creată de arhitectul rus Alexey Gornostaev, catedrala a fost construită după moartea acestuia, între anii 1862-1868, în timpul ocupării Finlandei de către Imperiul Rus.

## Galerie de imagini

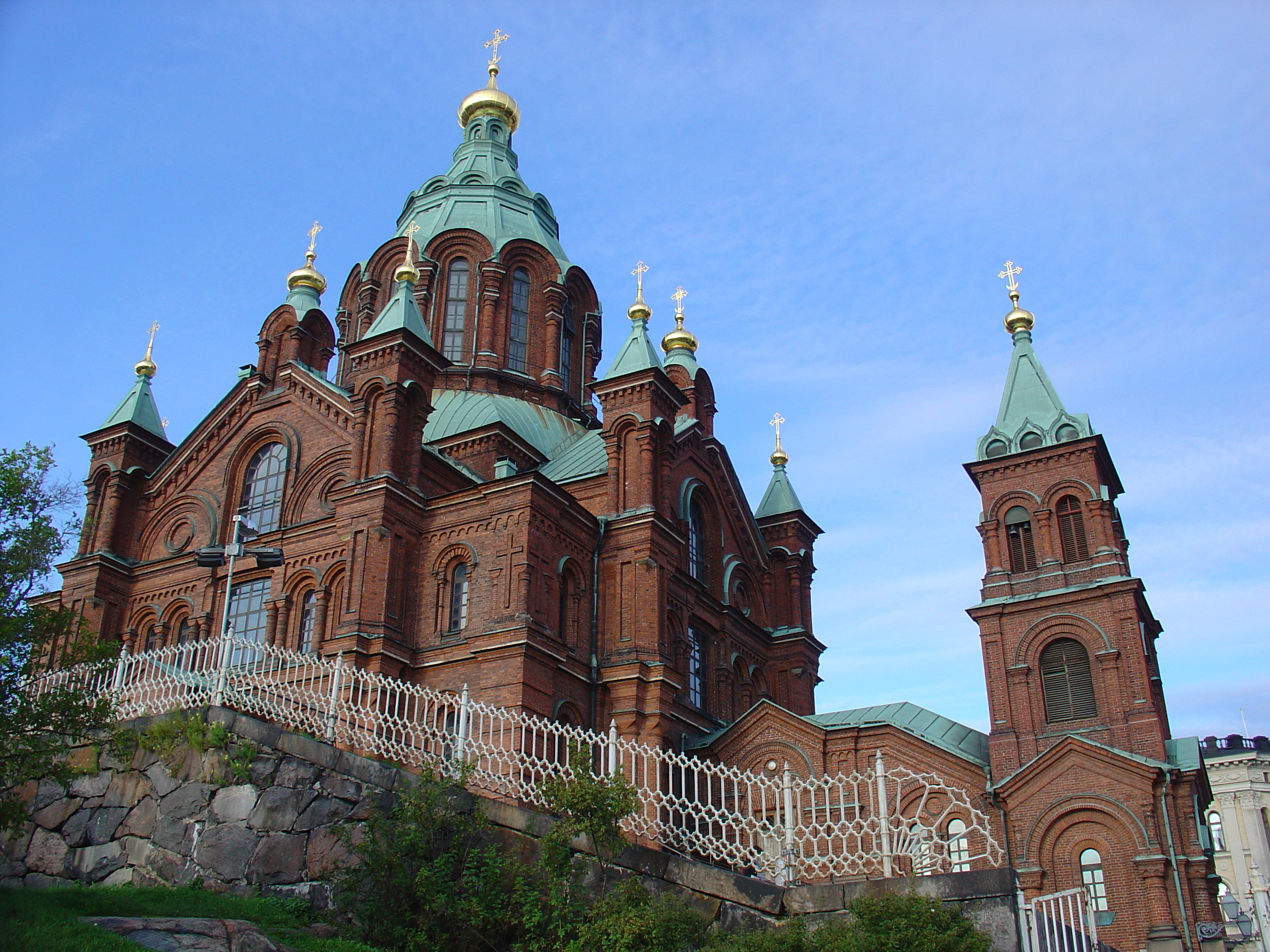